# Rajghat (Morang)
Rajghat (nep. राजघाट) – gaun wikas samiti we wschodniej części Nepalu w strefie Kośi w dystrykcie Morang. Według nepalskiego spisu powszechnego z 2001 roku liczył on 2396 gospodarstw domowych i 12722 mieszkańców (6643 kobiet i 6079 mężczyzn).